# Pavilhão João Rocha
Das João Rocha Pavillon (auf Portugiesisch: Pavilhão João Rocha) es ist die Sporthalle des Sporting Clube de Portugal. In diesem Pavillon treiben die Teams folgende Sportarten: Basketball, Futsal, Handball, Rollhockey und Volleyball. Es hat eine Kapazität von 3000 Personen und wurde am 21. Juni 2017 eingeweiht.